# Dmitri Loskov
Dmitri Viatcheslavovitch Loskov (en russe : Дмитрий Вячеславович Лоськов) est un footballeur professionnel russe né le 12 février 1974 à Kourgan.
Évoluant au poste de milieu offensif central, c'est un joueur rapide et très technique. Son dernier club était Lokomotiv Moscou. En 2017, il sort de sa retraite et revient au Lokomotiv Moscou jusqu'à la fin de la saison 2016-2017, à l'âge de 43 ans.

## Biographie
Il commença sa carrière dans le club local du Mettalist Kourgan en 1990 avant de rejoindre le Rostselmash Rostov-na-Donu, aujourd'hui FK Rostov, basé à Rostov-sur-le-Don, en 1992. Après avoir disputé six matchs dans l'équipe A, il fut rétrogradé en équipe réserve où il marqua 12 buts en une saison et 29 matchs. Il confirma sa montée en puissance en 1994, année au cours de laquelle il marqua 11 fois en 37 matchs. Ces belles performances (25 buts en 115 matchs) lui valurent les faveurs du Lokomotiv Moscou qui l'acquit en 1997, à l'âge de 22 ans. En dépit d'une première saison satisfaisante durant laquelle il porta 23 fois le maillot rouge et vert de l'équipe A et marqua à 6 reprises, il fut de nouveau placé dans la réserve durant un an avant de revenir parmi l'élite et d'emmener son club vers les demi-finales de la Coupe d'Europe des vainqueurs de coupes de l'UEFA 1998. Depuis, il était le n° 10 indiscutable du club et son capitain depuis 2001.

## Carrière en équipe nationale
Sa carrière internationale débuta tardivement, le 31 mai 2000, lors d'un match amical contre la Slovaquie (1-1).
De 2000 à 2006, il a disputé 25 rencontres avec l'équipe de Russie et marqué 2 buts.

## Statistiques
| Saison                | Club                  | Championnat           | Championnat | Championnat | Coupe(s) nationale(s) | Coupe(s) nationale(s) | Compétition(s) continentale(s) | Compétition(s) continentale(s) | Compétition(s) continentale(s) | Total | Total |
| Saison                | Club                  | Division              | M.          | B.          | M.                    | B.                    | Comp.                          | M.                             | B.                             | M.    | B.    |
| 1991                  | Rostselmach Rostov    | D2                    | 2           | 0           | -                     | -                     | -                              | -                              | -                              | 2     | 0     |
| 1992                  | Rostselmach Rostov    | D1                    | 6           | 0           | -                     | -                     | -                              | -                              | -                              | 6     | 0     |
| 1993                  | Rostselmach Rostov    | D1                    | 18          | 1           | 2                     | 0                     | -                              | -                              | -                              | 20    | 1     |
| 1994                  | Rostselmach Rostov    | D2                    | 37          | 11          | 3                     | 1                     | -                              | -                              | -                              | 40    | 12    |
| 1995                  | Rostselmach Rostov    | D1                    | 27          | 5           | 1                     | 0                     | -                              | -                              | -                              | 28    | 5     |
| 1996                  | Rostselmach Rostov    | D1                    | 27          | 8           | 1                     | 0                     | -                              | -                              | -                              | 28    | 8     |
| Sous-total            | Sous-total            | Sous-total            | 117         | 25          | 7                     | 1                     | -                              | -                              | -                              | 124   | 26    |
| 1997                  | Lokomotiv Moscou      | D1                    | 23          | 6           | -                     | -                     | C2                             | 4                              | 2                              | 27    | 8     |
| 1998                  | Lokomotiv Moscou      | D1                    | 18          | 4           | 3                     | 0                     | C2+C2                          | 3+3                            | 0                              | 27    | 4     |
| 1999                  | Lokomotiv Moscou      | D1                    | 28          | 14          | 2                     | 0                     | C2+C3                          | 4+6                            | 0+3                            | 40    | 17    |
| 2000                  | Lokomotiv Moscou      | D1                    | 26          | 15          | 4                     | 4                     | C1+C3                          | 2+2                            | 0+1                            | 34    | 20    |
| 2001                  | Lokomotiv Moscou      | D1                    | 29          | 12          | 4                     | 1                     | C1+C3                          | 7+2                            | 0                              | 42    | 13    |
| 2002                  | Lokomotiv Moscou      | D1                    | 30          | 7           | -                     | -                     | C1                             | 9                              | 3                              | 39    | 10    |
| 2003                  | Lokomotiv Moscou      | D1                    | 30          | 14          | 3                     | 2                     | C1+C1                          | 3+8                            | 0+2                            | 44    | 18    |
| 2004                  | Lokomotiv Moscou      | D1                    | 30          | 4           | 6                     | 1                     | C1                             | 2                              | 0                              | 38    | 5     |
| 2005                  | Lokomotiv Moscou      | D1                    | 22          | 6           | 1                     | 1                     | C3                             | 3                              | 5                              | 26    | 12    |
| 2006                  | Lokomotiv Moscou      | D1                    | 29          | 13          | 3                     | 3                     | C3+C3                          | 2+2                            | 0+1                            | 36    | 17    |
| 2007                  | Lokomotiv Moscou      | D1                    | 13          | 0           | 4                     | 0                     | C1+C3                          | 7+2                            | 0                              | 26    | 0     |
| Sous-total            | Sous-total            | Sous-total            | 278         | 97          | 30                    | 12                    | -                              | 71                             | 17                             | 379   | 126   |
| 2007                  | Saturn Ramenskoïe     | D1                    | 15          | 1           | 2                     | 0                     | -                              | -                              | -                              | 17    | 1     |
| 2008                  | Saturn Ramenskoïe     | D1                    | 15          | 1           | 1                     | 0                     | CI                             | 1                              | 0                              | 17    | 1     |
| 2009                  | Saturn Ramenskoïe     | D1                    | 17          | 5           | -                     | -                     | -                              | -                              | -                              | 17    | 5     |
| 2010                  | Saturn Ramenskoïe     | D1                    | 6           | 0           | -                     | -                     | -                              | -                              | -                              | 6     | 0     |
| Sous-total            | Sous-total            | Sous-total            | 53          | 7           | 3                     | 0                     | -                              | 1                              | 0                              | 57    | 7     |
| 2010                  | Lokomotiv Moscou      | D1                    | 13          | 1           | -                     | -                     | C3                             | 2                              | 0                              | 15    | 1     |
| 2011-2012             | Lokomotiv Moscou      | D1                    | 30          | 3           | 2                     | 0                     | C3                             | 3                              | 0                              | 35    | 3     |
| 2012-2013             | Lokomotiv Moscou      | D1                    | -           | -           | 1                     | 0                     | -                              | -                              | -                              | 1     | 0     |
| 2016-2017             | Lokomotiv Moscou      | D1                    | 1           | 0           | -                     | -                     | -                              | -                              | -                              | 1     | 0     |
| Sous-total            | Sous-total            | Sous-total            | 44          | 4           | 3                     | 0                     | -                              | 5                              | 0                              | 52    | 4     |
| Total sur la carrière | Total sur la carrière | Total sur la carrière | 492         | 133         | 43                    | 13                    | -                              | 77                             | 17                             | 612   | 163   |

## Palmarès
Lokomotiv Moscou
- Championnat de Russie
  - Vainqueur (2) en 2002 et 2004
- Coupe de Russie
  - Vainqueur (4) en 1997, 2000, 2001 et 2007
  - Finaliste (1) en 1998
- Supercoupe de Russie
  - Vainqueur (2) en 2003 et 2005
- Coupe de la CEI
  - Vainqueur (1) en 2005